# Rio San Juan (Venezuela)
O Rio San Juan é um rio sul-americano que banha a Venezuela.